# カムヌートウィット・サイエンス・アカデミー
カムヌートウィット・サイエンス・アカデミー（タイ語: โรงเรียนกำเนิดวิทย์）はタイの科学高校である。数学、科学、工学、技術に重点をおいた独自のカリキュラムを使用している。
外国語教育にも力を入れており、英語以外の科目の教員として、ネイティブの英語話者が採用されているほか、外国語の講座として、英語、中国語、韓国語、日本語、スペイン語、フランス語など、さまざまな言語が開講されていることが特徴である。

## 歴史
カムヌートウィット・サイエンス・アカデミーは、2015年にタイ石油公社を母体とする財団であるRayong Science School Foundationによって設立された。「カムヌートウィット」という校名は、シリントーン王女によって命名されたものである。
タイ版「シリコンバレー」の開発に向けた国の理系教育を牽引する学校として設立され、全国から優秀な学生が集まっている。持続可能な開発を実現するべく、走査型電子顕微鏡や工作機械等を活用した高度な理系教育を提供している。高校の数学と科学に特別な能力を持つ学生を対象に、研究者精神を醸成し、公的な精神を持ち、自然と世界に対して前向きな姿勢を持つ発明家と革新者を育成する教育を行っている。

## 参照
1. ↑  “เกี่ยวกับมูลนิธิ - มูลนิธิพลังแห่งการเรียนรู้” (タイ). 2019年8月20日閲覧。
2. ↑  “タイ石油公社、「タイ版シリコンバレー」”. 日本経済新聞 (2015年8月1日). 2021年10月30日閲覧。
3. ↑  “The Race for Talent 人材力こそ国際競争力”. 日本経済新聞 (2017年12月14日). 2021年10月30日閲覧。